# Colectividad Europea de Alsacia
La colectividad europea de Alsacia (CEA) (en francés: collectivité européenne d'Alsace y en alsaciano: D'Europäischa Gebiatskärwerschàft Elsàssest) es una colectividad territorial francesa que existe desde el 1 de enero de 2021. Resulta de la fusión de los departamentos de Bajo Rin y de Alto Rin que continuarán existiendo como circunscripciones administrativas. Esta nueva colectividad, "sui generis" en Francia, dispone de competencias específicas y particulares.
Su creación se regula por la ley n°2019-816 del 2 de agosto de 2019.
Inscrita en una larga herencia de la región histórica y cultural de Alsacia, esta colectividad continúa siendo parte de la región Gran Este.

## Geografía
Ubicada en el noreste de Francia, la colectividad europea de Alsacia limita con Alemania y Suiza. Está bordeada al este por Rin y al oeste por el macizo de los Vosgos.
Su territorio, de una superficie de 8 280 km², comprende las circunscripciones departamentales de Bajo Rin (la «Baja Alsacia») y de Alto Rin (la «Alta Alsacia»).
La ciudad más grande es Estrasburgo, que es igualmente la jefatura de Bajo Rin y capital de la región Gran Este. La jefatura de Alto Rin está ubicada en Colmar, aunque la ciudad más grande sea Mulhouse.

## Transportes
La autopista A35 es una de las principales autopistas que atraviesa Alsacia de sur a norte con 180 km aproximadamente de longitud. Esta autopista fue transferida por el Estado a la colectividad europea de Alsacia el 1 de enero de 2021. En Alsacia existen igualmente dos autopistas importantesː la autopista A4 (París - Estrasburgo), explotada, y la autopista A36 (Beaune - Mulhouse).
Alsacia cuenta con una cobertura ferroviaria importante. Entre las líneas más importantes están la línea de Estrasburgo a Basilea, y la línea de París a Estrasburgo, que conecta la capital del país con Suiza, Luxemburgo y Bélgica. 
Además en la colectividad se encuentra el río Rin, la primera vía navegable de Europa. La Comisión central para la navegación de Rin tiene su sede en Estrasburgo desde 1920. La región cuenta con los puertos de Estrasburgo y Mulhouse.
Finalmente Alsacia tiene dos aeropuertos: el de Basilea-Mulhouse, el único aeropuerto binacional del mundo, y el de Estrasburgo-Entzheim.

## Población
Al 1.º de enero de 2019, Alsacia contaba 1 884 150 habitantes.
- Estrasburgo con 280 966 habitantes;
- Mulhouse con 109 443 habitantes;
- Colmar con 69 105 habitantes;
- Haguenau con 34 504 habitantes;
- Schiltigheim con 31 894 habitantes;
- Illkirch-Graffenstaden con 26 780 habitantes;
- Saint-Louis con 21 177 habitantes.

## Administración y política
La colectividad europea de Alsacia está compuesta por nueve Distritos — cinco están ubicados en el Bajo Rin y cuatro en el Alto Rin — divididos en cuarenta cantones (veintitrés en el Bajo Rin y diecisiete en el Alto Rin).
El número de municipios se eleva a 880: 514 en el Bajo Rin y 366 en el Alto Rin.
Existen diferentes áreas metropolitanas. La más importante es el área metropolitana de  Estrasburgo.

### Competencias de la colectividad europea de Alsacia
La colectividad europea de Alsacia tendrá ciertas competencias exclusivas, a diferencia de otras colectividades en Francia. Además de las competencias departamentales, las otras competencias son:
- Prioridad de decisión en materia de cooperación transfronteriza;
- Capacidad de promoción en temas de la lengua alsaciana, con posibilidad de contratar profesores que hablen alsaciano y francés;
- Gestión en los Fondos sociales europeo por delegación estatal;
- Delegación de las políticas de inserción;
- Creación de un consejo de desarrollo;
- Promoción de la actividad turística en Francia y el extranjero;
- En materia deportiva y cultural, podrá crear federaciones culturales y deportivas alsacianas;
- Transferencia de la parte estatal de las carreteras y autopistas no concedidas.

Además, tendrá autonomía para matricular los vehículos con el logo de la región y tendrá la ventaja de tener estadísticas oficiales a escala Alsacia y no de la región del Gran Este.

### El consejo de Alsacia
El consejo de Alsacia será la asamblea de la colectividad europea de Alsacia. Sustituirá a los consejos departamentales del Bajo Rin y del Alto Rin. A sus miembros se les conoce como «consejeros de Alsacia».

## Historia

### Contexto
Desde la Revolución francesa, la antigua provincia de Alsacia está dividida en dos departamentos: Bajo Rin y Alto Rin.
Después de la derrota francesa durante la guerra franco-prusiana de 1870, Alsacia (excepto Belfort) y una parte de Lorena quedaron anexadas al Imperio alemán. Estos territorios formaban el Reichsland Elsaß-Lothringen («Territorio imperial de Alsacia-Lorena»). El Reichsland se dividía en tres distritos: Baja Alsacia, que correspondía al antiguo departamento de Bajo Rin, inclusive Schirmeck y Saales; el distrito de Alta Alsacia, que correspondía al antiguo departamento de Alto Rin sin Belfort; y el distrito de Lorena, que reagrupaba una parte de los antiguos departamentos Lorena y Mosela.
Cuando la región fue recuperada por Francia después de la firma del tratado de Versalles en 1919, la región conservó los derechos especiales que había adquirido en ciertos asuntos. Estos derechos locales se respetan hoy en día.

### 1934: la génesis
La idea de una colectividad alsaciana única no es reciente. En 1934, nueve diputados alsacianos depositaron una proposición de ley para crear una región alsaciana reuniendo ambos departamentos del Rin.
En la exposición del deseo de crear una región, indicaban que «de un modo general, la centralización de la administración francesa que aparece en Alsacia, es anacrónica y mal hecha… Los funcionarios que trabajan en Alsacia, están obligados a justificar las decisiones desde París con respuestas insuficientes y vagas».

### La Segunda Guerra Mundial
Alsacia (así como Mosela) fue anexada por el Tercer Reich desde 1940 hasta la Liberación. El Bajo Rin y el Alto Rin fueron disueltos para formar el Gebiet Elsass («territorio de Alsacia») dentro del Gau Baden-Elsaß («País de Baden-Alsacia»).

### La creación de las regiones
Con la ley del 2 de marzo de 1982 sobre la descentralización de las regiones francesas, nacen las colectividades territoriales y la primera elección de los consejeros regionales.
Alsacia junto con Córcega y Normandía nacen como regiones metropolitanas.  
En 2007, el consejo económico, social y medioambiental regional de Alsacia se declara favorable a la creación de una colectividad única de alcance regional, dotada de un consejo y de un ejecutivo diferente.

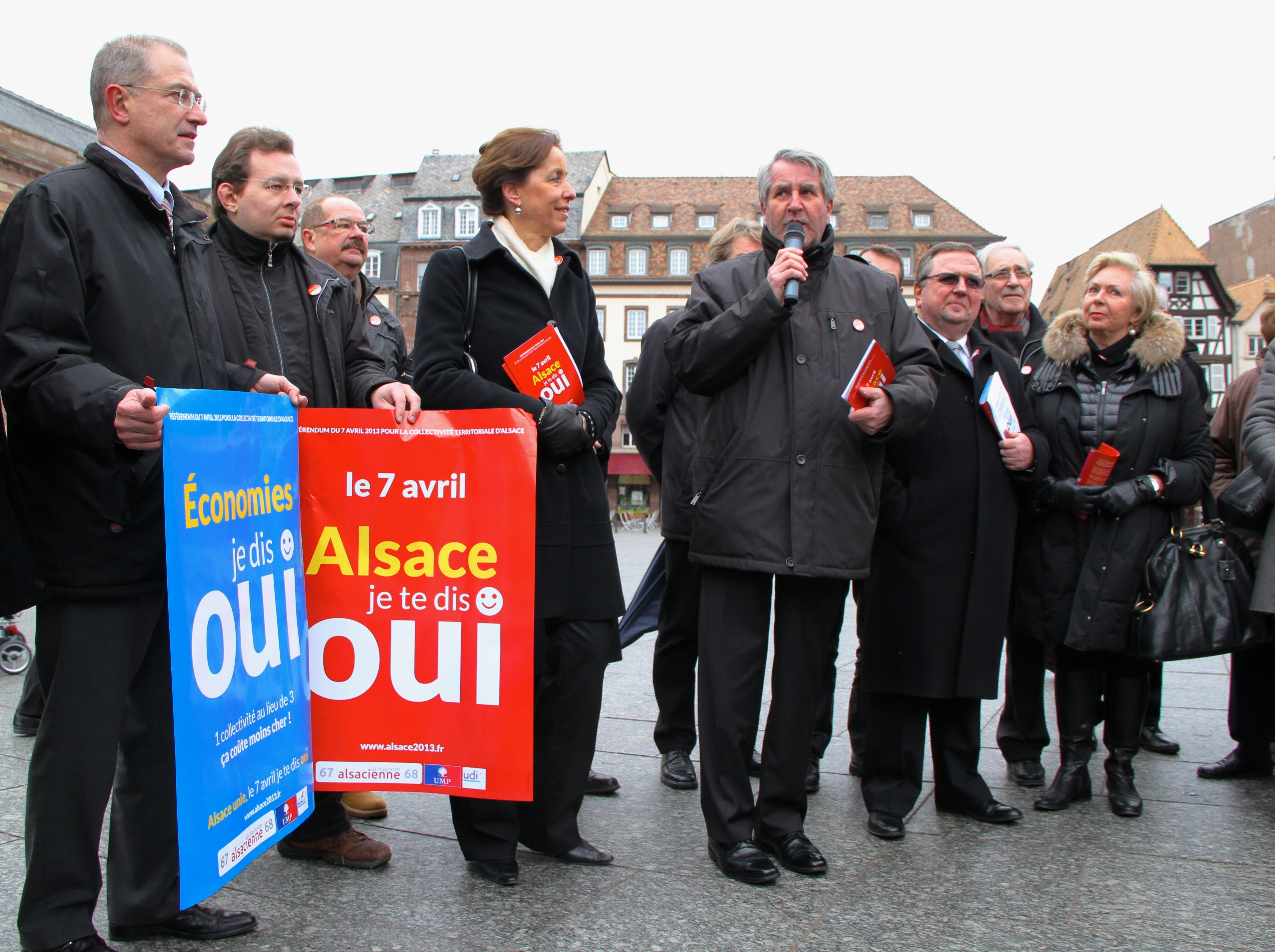
Fabienne Keller, Philippe Richert y André Schneider en campaña en Estrasburgo para el sí a la creación de una Colectividad territorial de Alsacia.

### 2018-2020: proyecto de una colectividad europea de Alsacia
En junio de 2018, el prefecto Jean-Luc Marx envía al Primer ministro Édouard Philippe un informe sobre la evolución institucional de Alsacia, analizando cuatro hipótesis, sin poner en causa la existencia de la región Gran Este:
- el refuerzo de la cooperación entre departamentos;
- la creación de un sindicato mixto;
- la fusión de los dos departamentos;
- la creación de una colectividad con estatus particular en aplicación del artículo 72 de la Constitución.

El Estado privilegia la fusión de los dos departamentos en un departamento único, que podría estar dotado de nuevas competencias.
El 29 de octubre de 2018, después de varios meses de discusiones, el Primer ministro y la ministra de la Cohesión de los territorios y de las Relaciones con las colectividades territoriales anunciaron la creación de una «colectividad europea de Alsacia» que reemplaza a ambos departamentos y está dotada de ciertas competencias estatales. Sin embargo, ambas prefecturas de Estrasburgo y de Colmar se mantendrían.

## Identidad visual
El logo de la colectividad europea de Alsacia se inspira del logo de la "marca Alsacia" lanzada en 2012. El logo es un bretzel que rodea la letra A (de Alsacia) junto a unas pequeñas estrellas. El logo está compuesto por los colores rojo y blanco, colores tradicionales de Alsacia, y el color azul, color de la bandera europea.